# 波尼亚托夫斯基家族

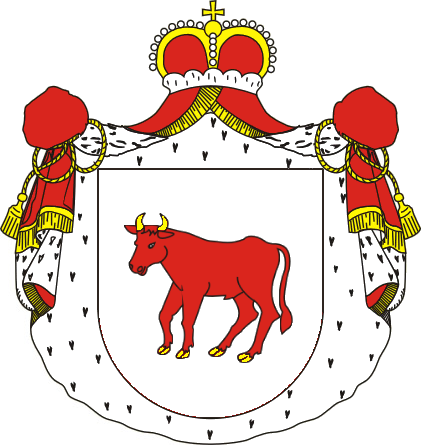
乔韦克纹章，波尼亚托夫斯基家族的家纹，自1764年成为王室纹章

波尼亚托夫斯基（波蘭語：Poniatowski，女姓姓氏為波尼亚托夫斯卡（Poniatowska），復數形式是）是一个波兰贵族姓氏。

## 历史
波尼亚托夫斯基家族在18世纪末期和19世纪成为最有名的家族。经过三代人的努力，波尼亚托夫斯基家族的级别从绅士家族到议员家族，最后成为王族。 
这个家族最早可以追溯至15世纪末，在大约1446年这个家族居于卢布林以西40千米的波尼亚斯托瓦。家族的名字就源于这个地方的名字。波尼亚斯托瓦是波尼亚托夫斯基家族几个支派的住处：特乌克支派、亚拉什支派和乔韦克支派。

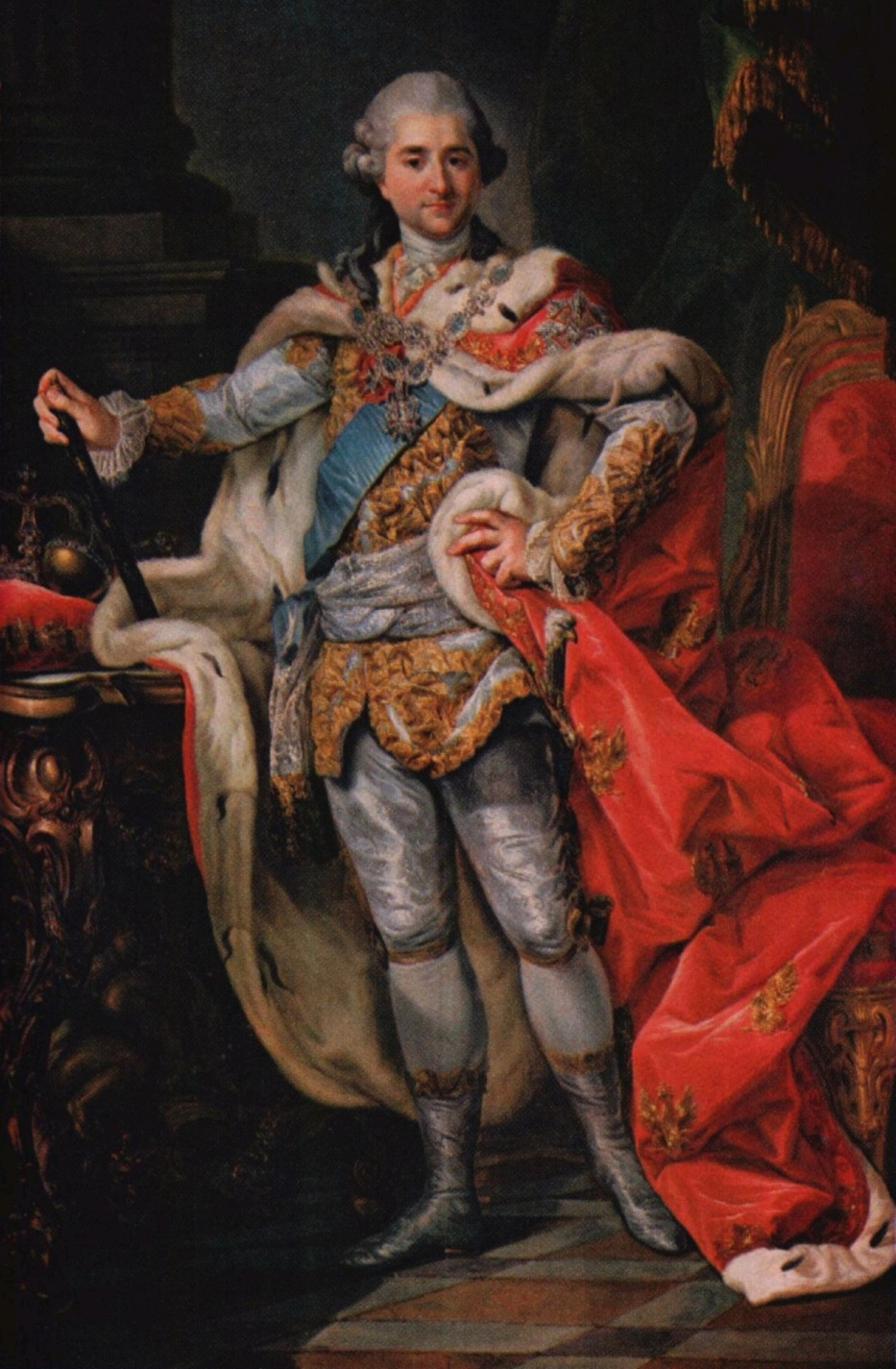
国王斯坦尼斯瓦夫·奥古斯特·波尼亚托夫斯基

根据家族史的记载，这个家族与意大利贵族，出身于托雷利家族的朱塞皮·萨利古埃拉有着紧密联系，这个人在17世纪中期定居波兰，并根据属于他妻子位于的波尼亚托夫的土地，托名波尼亚托夫斯基，他的妻子是阿尔伯特·波尼亚托夫斯基和安娜·莱什琴斯卡的女儿。但是现代历史学家对这个故事将信将疑，特别是在18世纪左右，波兰贵族流行于与意大利搭关系。
在1764年9月7日的沃拉，该家族最著名的成员斯坦尼斯瓦夫·波尼亚托夫斯基被选为波兰国王。同年，加冕瑟姆授予波尼亚托夫斯基家族成员波兰亲王称号。
现在，波尼亚托夫斯基家族成员依然生活在波兰、美国和其他的很多地方。

## 家族成员
其中最著名的家族成员如下：
- 斯坦尼斯瓦夫·波尼亚托夫斯基（1676年–1762年），厨室主管、财务主管、将军、集团军司令
- 卡齐米日·波尼亚托夫斯基（1721年–1800年），将军、大宫廷内侍
- 卢德维卡·玛利亚·波尼亚托夫斯卡（1728年–1781年），与扬·雅库布·加莫耶斯基
- 伊莎贝拉·波尼亚托夫斯基（1730年–1801年），与扬·克莱门斯·布拉尼茨基
- 斯坦尼斯瓦夫·奥古斯特·波尼亚托夫斯基（1732年–1798年），波兰国王
- 安德热·波尼亚托夫斯基（1735年–1773年），将军、奥地利元帅
- 米哈乌·耶日·波尼亚托夫斯基（1736年–1794年），波兰大主教
- 康斯坦茨娅·波尼亚托夫斯卡（1759年–1830年），与卢德维克·蒂什凯维奇结婚约瑟夫·波尼亚托夫斯基

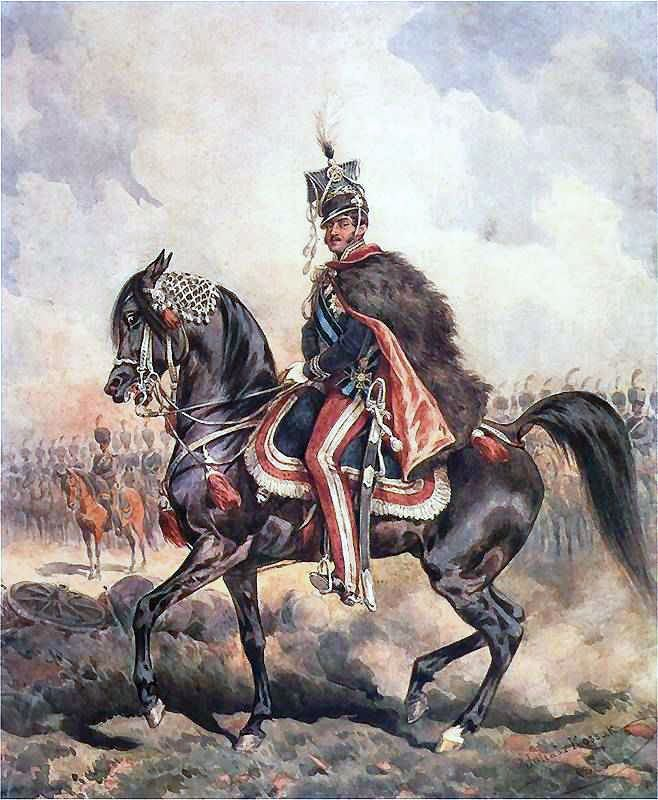
约瑟夫·波尼亚托夫斯基

- 约瑟夫·安东尼·波尼亚托夫斯基（1763年–1813年），将军、法国元帅
- 斯坦尼斯瓦夫·波尼亚托夫斯基（1754年–1833年），公爵、大财务主管
- 约瑟夫·米哈乌·波尼亚托夫斯基（1816年–1873年），托斯卡纳全权大使、法国参议院、作曲家及歌手
- 米歇尔·波尼亚托夫斯基（1922年–2002年），法国政治家
- 艾伦娜·波尼亚托夫斯卡（1932—），墨西哥记者、作家和教授
- 菲利普·波尼亚托夫斯基 (亲王)（1923—），葡萄栽培者，拥有沃莱白葡萄酒中的克洛-博端品牌

## 纹章和格言
波尼亚托夫斯基家族使用“乔韦克”纹章。